# Переясловский сельсовет (Красноярский край)
Переясловский сельсовет - сельское поселение в Рыбинском районе Красноярского края.
Административный центр — село Переясловка.

## История
Статус и границы сельского поселения установлены Законом Красноярского края от 18 февраля 2005 года № 13-3019 «Об установлении границ и наделении соответствующим статусом муниципального образования Рыбинский район и находящихся в его границах иных муниципальных образований»

## Население
| 2010 | 2012  | 2013  | 2014  | 2015  | 2016  | 2017  |
| ---- | ----- | ----- | ----- | ----- | ----- | ----- |
| 1255 | ↘1205 | ↗1210 | ↗1211 | ↗1224 | ↘1223 | ↘1222 |

## Состав сельского поселения
В состав сельского поселения входит один населённый пункт — село Переясловка.

## Местное самоуправление
Переясловский сельский Совет депутатов
Дата избрания: 26.07.2009. Срок полномочий: 5 лет. Количество депутатов:  10
Глава муниципального образования
- Остапенко Михаил Алексеевич. Дата избрания: 26.07.2009. Срок полномочий: 5 лет